# 国際通信社 (アメリカ合衆国)

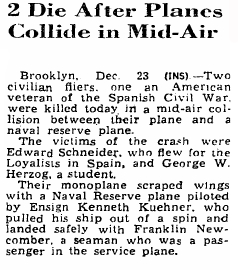
1940年12月23日付のワシントン・ポストに当紙が寄稿した記事

国際通信社（こくさいつうしんしゃ、英語: International News Service、INS）は、アメリカ合衆国に拠点を置いていた通信社。1909年にウィリアム・ランドルフ・ハーストによって設立された。1958年にUP通信社と合併され、UPI通信社となった。

## 歴史
ハーストの競合相手であるE・W・スクリップスがUP通信社を設立した2年後に設立される。ハーストはInternational News Photos（INP）という、写真配信サービスを展開。ハーストのニュース映画シリーズ「Hearst Metrotone News」が、 「国際ニュース映画」として1919年1月から1929年7月まで配信されていた。常にAP通信、UP通信に次ぐ、3番手と位置づけられていたが、1958年5月24日にUP通信社と合併し、UPI通信となった。
著名な通信記者には、ウィリアム・L・シャイラー、アーサー・サス、Edwin Newman、Bob Clark、Freeman Fulbright、Irving R. Levineらがいる。Marion Carpenterは、女性初の米国写真記者であるが、彼女もまた INSに勤務した。
ハーストが所有していた別の通信社であるUniversal Serviceは、1937年にINSと合併した。

## 脚註
1. ↑  Donald Liebenson, "Upi R.i.p.", Chicago Tribune, 4 May 2003, accessed 11 May 2011
2. ↑  Joe Alex Morris (1957年). “Deadline Every Minute The Story Of The United Press - ARCHIVE.ORG ONLINE VERSION”. 2019年4月29日閲覧。
3. ↑  Weber, Bruce (2009年3月28日). “Irving R. Levine, NBC News Correspondent, Dies at 86”. The New York Times 2009年3月28日閲覧。 {{cite news}}: |publisher=では太字とイタリック体は使えません。 (説明)⚠
4. ↑  The Associated Press (AP): "Remembering Marion Carpenter: Pioneer White House Photographer Dies," “Archived copy”. 2010年11月29日時点のオリジナルよりアーカイブ。2010年11月25日閲覧。, retrieved November 25, 2002.
5. ↑  The Press: Mouthpiece Merged, タイム誌, August 23, 1937